# Coming Undone
A Coming Undone Korn amerikai nu metal együttes egyik zeneszáma, mely a zenekar hetedik albumán, a See You on the Other Side-on jelent meg. Ez volt a második kislemez az albumról, 2006 februárjában adták ki.

## Zenei felépítése
A dalnak van egy jellegzetes riffje, a Korn egyik legismertebb dallama. Hét húros gitáron játssza Munky, a hangolás eltér a standard hangolástól. Egy középtempós tétel. A YouTube-on e dal klipje az egyik legnézettebb Korn-klip.

## Slágerlistás helyezései
A Billboard Mainstream Rock Songs listáján negyedik lett, és a tizennegyedik helyet érte el az Alternative Songs listáján, még a Hot 100-ba is bekerült, 79. helyre. Ez a Korn negyedik legsikeresebb száma.

## Előadása
A számot gyakran játsszák, és a Queen We Will Rock You-jával szokták keverni. A See You on the Other Side-ról ezt játsszák a leggyakrabban.

## Remixek
A számból rengeteg mix készült, a következő kislemez a Coming Undone wit It volt, ami ennek a számnak a mixeit tartalmazza.

## Klip
A klip elején a kamera száguld, és a kőből kirakott Korn logó mellett elhúz, amit a kőből kirakott Coming Undone felirat követ, ami mellett szintén elmegy. Ezek után megáll a kamera, hiszen a zenekar tagjai ott zenélnek, egy sivatag közepén, nappal. Ám egy idő után az ég elkezd lepotyogni, így este lesz. Aztán az egész háttér eltűnik, és a Korn egy fehér háttérben marad, ott zenélnek tovább. Végül ők is széthullanak, így vége a videónak.
Little X rendezte.

## Megjelenése a médiában
Sok filmben és sorozatban megjelent.

## Számlista
- 7" VUS323

"Coming Undone" (Dave Bascombe radio edit) – 3:03

"Eaten Up Inside" – 3:18
- CD5" VUSCD323

"Coming Undone" (Dave Bascombe radio edit) – 3:03

"Eaten Up Inside" – 3:18